# Березно (озеро, Щукинская волость Пустошкинского района)
Березно или Березно II — озеро в Щукинской волости Пустошкинского района Псковской области, к северу от озера Лосно.
Площадь — 1,0 км² (100,0 га, с островами — 101,0 га). Максимальная глубина — 3,0 м, средняя глубина — 1,3 м, площадь водосбора 79,2 км².
На юго-западном берегу озера расположена деревня Васильки, на северо-восточном деревня Березно.
Проточное. На севере в озеро впадает река Аснянка. Через реку Березница (вытекающая из озера на юге) и проточные озера Лосно и Заволоцкое, соединено с рекой Великая.
Тип озера лещово-плотвичный. Массовые виды рыб: щука, окунь, плотва, лещ, язь, линь, ерш, красноперка, щиповка, вьюн, уклея, густера, карась.
Для озера характерно: в литорали — песок, заиленный песок, ил, камни, в центре — ил; есть сплавины, редкие заморы. В прибрежье — луга, огороды, болото.